# Pruillé-le-Chétif
Pruillé-le-Chétif – miejscowość i gmina we Francji, w regionie Kraj Loary, w departamencie Sarthe.
Według danych na rok 1990 gminę zamieszkiwało 1 036 osób, a gęstość zaludnienia wynosiła 101 osób/km² (wśród 1504 gmin Kraju Loary, Pruillé-le-Chétif plasuje się na 559. miejscu pod względem liczby ludności, natomiast pod względem powierzchni na miejscu 997.).